# Província de Fianarantsoa
Fianarantsoa és una província de Madagascar amb una superfície de 103.272 km². El juliol del 2001 tenia 3.366.291 habitants.
La seva capital és Fianarantsoa.
La província de Fianarantsoa fa frontera amb les següents províncies:
- Província de Toamasina - nord
- Província d'Antananarivo - nord-oest
- Província de Toliara - oest

## Divisió administrativa
- 1. Ambalavao
- 2. Ambatofinandrahana
- 3. Ambohimahasoa
- 4. Ambositra
- 5. Befotaka
- 6. Fandriana
- 7. Farafangana
- 8. Fianarantsoa Rural
- 9. Fianarantsoa Urban
- 10. Iakora
- 11. Ifanadiana
- 12. Ihosy
- 13. Ikalamavony
- 14. Ikongo
- 15. Ivohibe
- 16. Manakara-Atsimo
- 17. Manampatrana
- 18. Manandriana
- 19. Mananjary
- 20. Midongy-Sud
- 21. Nosy Varika
- 22. Vaingaindrano
- 23. Vohipeno
- 24. Vondrozo

## Ciutats
- Alakamisy, Fianarantsoa
- Fanjakana